# Eduard Brunner
Pour les articles homonymes, voir Brunner.
Eduard Brunner, né le 14 juillet 1939 à Bâle et mort le 27 avril 2017 à Munich, est un clarinettiste classique suisse.

## Biographie
Il a commencé sa formation musicale au conservatoire de Bâle (Suisse) où il est né, et où il obtient à 18 ans le diplôme de soliste et d'orchestre. Il poursuit ses études au Conservatoire de Paris dans la classe de Louis Cahuzac.
À 20 ans, il commence une carrière de soliste et de chambriste (souvent accompagné du hautboïste Heinz Holliger ou de la flûtiste Aurèle Nicolet), principalement en Allemagne et en Suisse.
En 1962 et 1963, il a été clarinette solo de l'Orchestre philharmonique de Brême. Pendant trente ans dès 1963, il a été la première clarinette de l'Orchestre symphonique de la Radiodiffusion bavaroise à Munich dirigé par Rafael Kubelík, puis il a été professeur de clarinette et de musique de chambre à la Hochschule für Musik und Darstellende Kunst de Sarrebruck (Allemagne).
Eduard Brunner jouait la clarinette en système Boehm, ce qui est très rarement toléré dans les orchestres symphoniques allemands. Le fait qu'il ait tout de même été engagé à Munich est sans doute dû à Rafael Kubelik.
Ses engagements en tant que soliste et dans des ensembles de chambre l'ont conduit dans le monde entier et il a fréquemment participé aux festivals de musique de Lockenhaus, Vienne, Moscou, Varsovie, Schleswig-Holstein, Berlin, entre autres. Parmi les partenaires de musique de chambre d'Eduard Brunner figurent notamment Alfred Brendel, Oleg Kagan, Gidon Kremer, Andras Schiff, Jurij Bashmet, Kim Kashkashian, Natalia Gutman, Tatevik Mokatsian ainsi que les musiciens des quatuors Borodin et Hagen.
Il a également donné de nombreux cours de maître dans différents pays et possède une discographie étendue de plus de 250 œuvres pour clarinette. Il a édité et enregistré les œuvres complètes de Carl Stamitz et Louis Spohr pour clarinette.
Musicien éminent, il a exercé une influence sur divers artistes et a joué lors de la création d'un certain nombre d'œuvres qui font désormais partie du répertoire pour clarinette, comme des œuvres de Helmut Lachenmann, Isang Yun, Edison Denisov, Jean Françaix, Gia Kancheli, Augustyn Bloch et Toshio Hosokawa et notamment les concertos de Krzysztof Meyer et de Cristóbal Halffter, entre autres. Grâce à son étroite collaboration avec Helmut Lachenmann pour les œuvres Dal niente (1970) pour clarinette solo, Accanto (1975-1976) pour clarinette et orchestre et le trio Allegro sostenuto (1986-1988) qu'il a créés, il a largement contribué au développement de nouvelles techniques de jeu sur son instrument.
Le clarinettiste a donné son dernier concert public lors du festival de musique d'été de Sarrebruck en 2016 avec le quatuor de piano Et Arsis.
Il est décédé le 27 avril 2017 à l'âge de 77 ans.